# 고묘이케역
고묘이케역(일본어: 光明池駅, こうみょういけえき)은 일본 오사카부 사카이시 미나미구에 있는 난카이 전기 철도 센보쿠선의 역이다. 역 번호는 SB05이다.
차고지가 본 역의 이즈미추오 쪽에 있다. 또한, 대부분의 시간대에서 나카모즈 방면에서 도착한 열차를 중심으로 이즈미추오 행 열차가 있어도 승무원 교체가 실시된다.

## 역 구조
섬식 승강장 1면 2선의 고가역이다. 개찰구는 1곳만 있다. 고묘이케 차고에 측선도 있고, 구내에는 건늠선도 있다. 하행 방면의 열차는 일부 당역 종점 열차가 존재한다.

### 승강장
| 승강장 | 노선       | 방향 | 행선 |
| ------ | ---------- | ---- | --- |
| 1      | ■ 센보쿠선 | 하행 | 이즈미추오 방면                                                                                                   |
| 2      | ■ 센보쿠선 | 상행 | 도가미키타・이즈미가오카・나카모즈・미쿠니가오카・사카이히가시・기시노사토다마데・덴가차야・신이마미야・난바 방면 |

## 역 주변
- 사카이 시립 가모다니 체육관
  - 사카이 시립 남부 도서관 미키다 분관
- 사카이 시립 미나미 어린이 재활 센터
- 파인 플라자 오사카(오사카 부립 신체 장애자 교류 촉진 센터)
- 오사카 장애인 직업 능력 개발 학교
- 오사카 부경 센보쿠 경찰서 고묘이케 역전 파출소
- 일본우편 센보쿠 가모타니다이 우체국
- 오사카 부 다쓰나리미 고등학교
- 리소나 은행 고묘이케 지점
- 미쓰비시도쿄UFJ은행 고묘이케 지점
- 미쓰이스미토모 은행 고묘이케 지점
- 고묘이케 산 피아
- 고묘 센터 빌딩
- 고묘이케 액트
- 라이프 시로야마다이점
- 생선 시장 센나리 아카사카다이점
- 산에이 신히노오다이점
- 센보쿠 메모리얼 홀
- 신히노오다이 공원
- 가모다니 공원
- 미타니 신사
- 고묘이케 운전 면허시험장
- 오사카 부립 모자 보건 종합 의료 센터
- 이즈미 시 재활용 플라자 채생관
- 오사카 광역 상수도 기업단 남부 수도 사업소
- 센보쿠 고속철도 고묘이케 차고
- 간사이 전력 미나미오사카 변전소
- 다이에 고묘이케점
- 고묘이케 스포츠 가든
- 컴 박스 고묘이케
- 엠즈 코트
  - KOHYO 고묘이케점
  - 다이소 엠즈 코트 고묘이케점
- 고묘이케 녹지
- 고묘다이 지구

## 역사
- 1977년 8월 20일: 도가미키타 ~ 당역 간 연장 개통으로 영업 개시.
- 1995년 4월 1일: 당역 ~ 이즈미추오 역까지 노선을 연장하면서 중간역이 된 승강장의 발차 벨을 알람에서 멜로디로 변경.
- 2005년 3월 말경: 대합실과 승강장 층의 전광판을 아날로그 방식에서 LED를 이용한 최신형으로 변경(센보쿠 고속철도의 역에서 최초).
- 2009년
  - 4월: 역 내에 앤 스리(고묘이케 가게) 폐점.
  - 7월: 내진 보강, 역 리뉴얼 공사 완료.

## 인접역
| 난카이 전기 철도 ■ 센보쿠선 | 난카이 전기 철도 ■ 센보쿠선    | 난카이 전기 철도 ■ 센보쿠선     |
| --------------------------- | ------------------------------ | ------------------------------- |
| SB04 도가미키타 난바 방면   | ■ 구간급행 ■ 준급행 ■ 각역정차 | 이즈미추오 SB06 이즈미추오 방면 |